# Banvit Basketbol Kulübü 2018-2019
Questa voce raccoglie le informazioni riguardanti il Banvit Basketbol Kulübü nelle competizioni ufficiali della stagione 2018-2019.

## Stagione
La stagione 2018-2019 del Banvit Basketbol Kulübü è la 15ª nel massimo campionato turco di pallacanestro, la Basketbol Süper Ligi.
All'inizio della nuova stagione la Federazione decise di modificare il regolamento riguardo al numero di giocatori stranieri consentiti per ogni squadra che così venne ridotto a cinque.

## Roster
Aggiornato al 4 novembre 2024.
| Bandırma Banvit 2018-19 | Bandırma Banvit 2018-19 |
| Giocatori               | Staff tecnico           |
| ----------------------- | ----------------------- |

| N. | Naz.                                        | Ruolo | Nome                | Anno | Alt.   | Peso   |  |
| -- | ------------------------------------------- | ----- | ------------------- | ---- | ------ | ------ |  |
| 0  | Turchia (bandiera)                          | G     | Sedat Ali Karagülle | 1999 | 190 cm |        |  |
| 2  | Stati Uniti (bandiera) · Messico (bandiera) | P     | Alex Pérez          | 1993 | 193 cm | 82 kg  |  |
| 3  | Stati Uniti (bandiera)                      | G     | Marcus Thornton     | 1993 | 193 cm | 87 kg  |  |
| 4  | Turchia (bandiera)                          | P     | İsmail Cem Ulusoy   | 1996 | 183 cm | 75 kg  |  |
| 5  | Stati Uniti (bandiera)                      | A     | Devin Oliver        | 1992 | 203 cm | 102 kg |  |
| 6  | Albania (bandiera) · Turchia (bandiera)     | C     | Ercan Osmani        | 1998 | 213 cm | 102 kg |  |
| 8  | Turchia (bandiera)                          | A     | Tolga Geçim         | 1996 | 206 cm | 91 kg  |  |
| 9  | Stati Uniti (bandiera)                      | C     | Jordan Morgan       | 1995 | 204 cm | 113 kg |  |
| 10 | Turchia (bandiera)                          | G     | Ridvan Öncel        | 1997 | 192 cm | 87 kg  |  |
| 11 | Turchia (bandiera)                          | P     | Erkin Şenel         | 1999 | 190 cm | 87 kg  |  |
| 12 | Turchia (bandiera)                          | C     | Metehan Akyel       | 1996 | 207 cm | 88 kg  |  |
| 13 | Stati Uniti (bandiera)                      | G     | Gary Neal           | 1984 | 193 cm | 95 kg  |  |
| 14 | Serbia (bandiera)                           | AG    | Stefan Birčević     | 1989 | 210 cm | 96 kg  |  |
| 22 | Turchia (bandiera)                          | PG    | Şehmus Hazer        | 1999 | 191 cm | 84 kg  |  |
| 23 | Stati Uniti (bandiera)                      | AG    | D.J. Shelton        | 1997 | 208 cm | 113 kg |  |
| 35 | Turchia (bandiera)                          | C     | Ragıp Atar          | 1999 | 210 cm | 105 kg |  |
| 94 | Stati Uniti (bandiera)                      | PG    | McKenzie Moore      | 1992 | 198 cm | 86 kg  |  |

| Allenatore                                                                                 |
| - Hakan Demir                                                                              |
| Assistente/i                                                                               |
| - Ömer Kahyaoglu - Miroslav Radošević Legenda - (C) Capitano - (IN) Inattivo - Infortunato |

## Mercato

### Sessione estiva
| Acquisti | Acquisti          | Acquisti         | Acquisti      | Acquisti |
| R.a      | Nome              | da               | Modalità      |          |
| -------- | ----------------- | ---------------- | ------------- | -------- |
| P        | Alex Pérez        | VEF Rīga         | definitivo    |          |
| P        | İsmail Cem Ulusoy | Bandırma Kırmızı | fine prestito |          |
| G        | Marcus Thornton   | Canton Charge    | definitivo    |          |
| A        | Devin Oliver      | Olimpija Lubiana | definitivo    |          |
| AG       | Stefan Birčević   | İstanbul B.B.    | definitivo    |          |
| AC       | Metehan Akyel     | Bursaspor        | fine prestito |          |
| C        | Jordan Morgan     | Olimpija Lubiana | definitivo    |          |
| C        | Ercan Osmani      | Bandırma Kırmızı | definitivo    |          |

| Cessioni | Cessioni        | Cessioni          | Cessioni       | Cessioni |
| R.       | Nome            | a                 | Modalità       |          |
| -------- | --------------- | ----------------- | -------------- | -------- |
| P        | Tony Taylor     | Virtus Bologna    | fine contratto |          |
| G        | Can Altıntığ    | Bahçeşehir Koleji | fine contratto |          |
| G        | Andy Rautins    | Bahçeşehir Koleji | fine contratto |          |
| A        | Angelo Caloiaro | Maccabi Tel Aviv  | fine contratto |          |
| A        | Adonis Thomas   | Bayreuth          | fine contratto |          |
| AG       | Damian Kulig    | İstanbul B.B.     | fine contratto |          |
| C        | Gašper Vidmar   | Reyer Venezia     | fine contratto |          |

### Dopo l'inizio della stagione
| Acquisti | Acquisti       | Acquisti        | Acquisti         | Acquisti    |
| R.       | Nome           | da              | Data             | Modalità    |
| -------- | -------------- | --------------- | ---------------- | ----------- |
| PG       | McKenzie Moore | Avtodor Saratov | 12 novembre 2018 | definitivo  |
| AG       | D.J. Shelton   | Cmoki Minsk     | 4 dicembre 2019  | rescissione |
| G        | Gary Neal      | Free agent      | 14 dicembre 2018 | definitivo  |

| Cessioni | Cessioni        | Cessioni          | Cessioni        | Cessioni    |
| R.       | Nome            | a                 | Data            | Modalità    |
| -------- | --------------- | ----------------- | --------------- | ----------- |
| G        | Marcus Thornton | Free agent        | 28 ottobre 2019 | rescissione |
| AG       | Stefan Birčević | Free agent        | 28 ottobre 2019 | rescissione |
| A        | Devin Oliver    | s.Oliver Wurzburg | 29 gennaio 2019 | rescissione |
| PG       | McKenzie Moore  | Free agent        | marzo 2019      | rescissione |